# 12659 Schlegel
12659 Schlegel è un asteroide della fascia principale. Scoperto nel 1973, presenta un'orbita caratterizzata da un semiasse maggiore pari a 2,3751867 UA e da un'eccentricità di 0,1967077, inclinata di 2,82547° rispetto all'eclittica.